# Náměstí Míru (stanice metra)
Náměstí Míru (zkratka NM) je stanice pražského metra na trase A, na úseku I.A. Nachází se v Praze 2 ve čtvrti Vinohrady. Stanice byla otevřena v roce 1978 jako koncová. Další navazující úsek II.A byl uveden do provozu koncem roku 1980.

## Charakteristika stanice

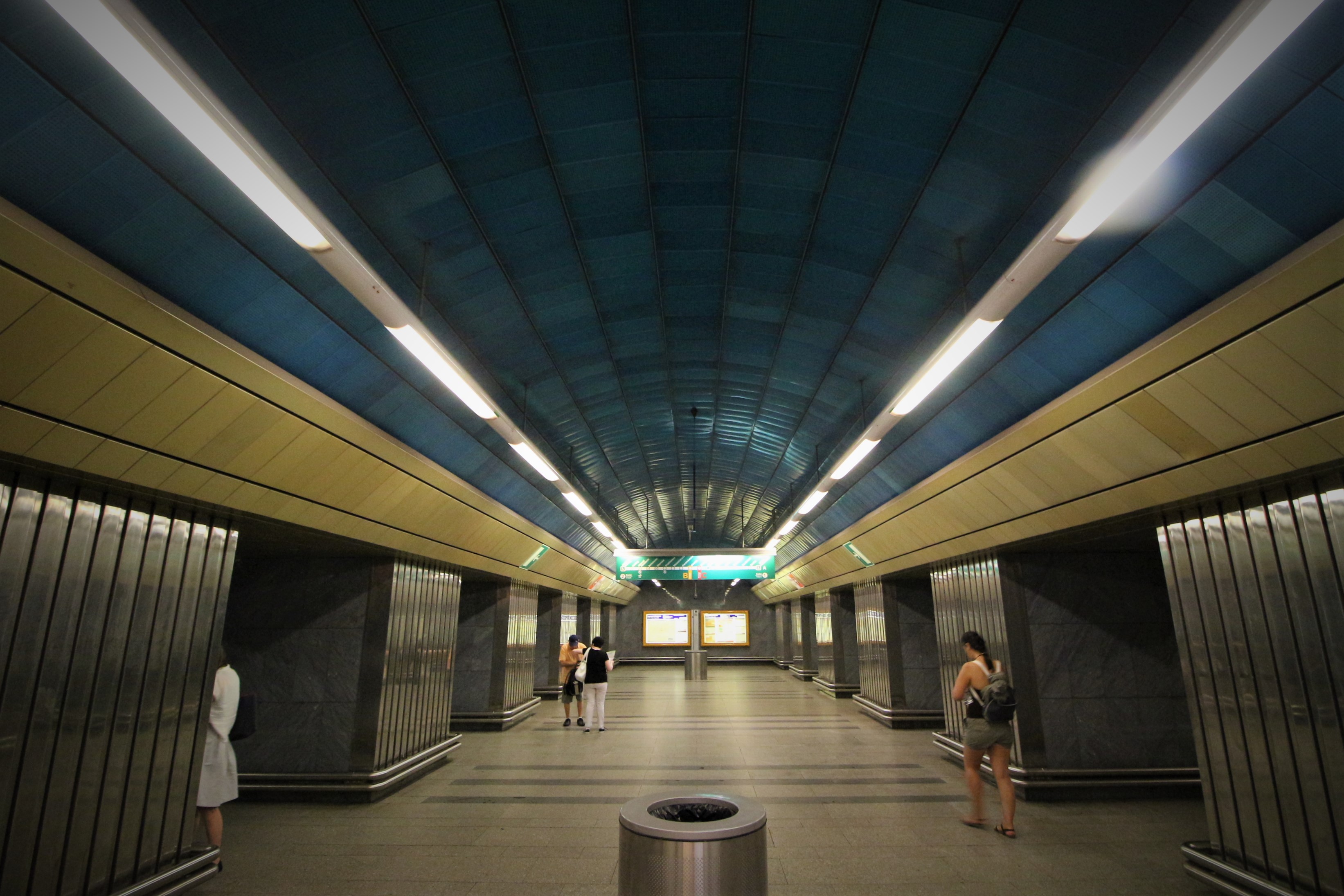
Střední loď ve stanici Náměstí Míru

Stanice je ražená, trojlodní, se zkrácenou délkou střední lodi na 68,8 m, sedmi páry prostupů na nástupiště. 
Výstavba stanice v letech 1973–1978, kdy byla konstruována jako koncová, si vyžádala 303 milionů Kčs. Stanice je 53 m hluboko, je tedy suverénně nejhlubší stanicí v síti pražského metra; dlouhá je 139 m. Ze střední lodi vede západním směrem eskalátorový tunel (nejdelší v pražském metru a v EU – délka 87 m) do vestibulu pod náměstím Míru. V prostoru nástupiště jsou všechny tři lodě obloženy hliníkovými eloxovanými výlisky ve zlatavé a modré barvě, sloupy jsou obloženy nerezovými prvky. Ve stropě vestibulu byl umístěn skleněný objekt od Václava Ciglera, který reagoval na množství procházejících lidí rozsvícením různých obrazců.
Na konci 90. let byla stanice kompletně zrekonstruována a Ciglerův světelný objekt odstraněn. Její dispozice umožňuje vybudovat další eskalátorový tunel s vestibulem ve Vinohradské třídě a případně přestup na projektovanou trasu D.
Za stanicí směrem ke stanici Muzeum ústí v obou kolejích traťové spojky spojující linku A s linkou C, do které ústí těsně za stanicí I. P. Pavlova směrem ke stanici Vyšehrad v Nuslích. Tato stanice je koncipována jako koncová bez odstavných kolejí. Obraty vlaků je možno provádět od stanice Skalka přejezdem s cestujícími po kolejové spojce před stanicí, podobně jako ve stanici Skalka. Od stanice Dejvická se souprava po vysazení cestujících obrátí přes tuto spojku obráceně.

## Budoucnost stanice
Stanice Náměstí Míru se má po vybudování plánované linky D, které začne v dubnu 2024, stát přestupní stanicí. Nová stanice bude Petrohradského typu, ražená NRTM. Stanice na lince D bude založena blíže k povrchu, a stanice na lince A tedy nadále zůstane nejhlubší stanicí v systému pražského metra. Hlubší by však mohly být stanice Metra S nebo terminálu VRT.

## Okolní objekty
- Náměstí Míru
  - Bazilika svaté Ludmily
  - Divadlo na Vinohradech
  - Národní dům na Vinohradech
- Arcibiskupské gymnázium